# Pásztó
Pásztó é uma cidade da Hungria, situada no condado de Nógrád. Tem 72,6 km² de área e sua população em 2019 foi estimada em 9.124 habitantes.